# Holma (Ukraina)
Holma (ukr. Гольма) – wieś na Ukrainie, w obwodzie odeskim, w rejonie podolskim, w hromadzie Bałta. W 2001 liczyła 1635 mieszkańców, spośród których 1560 wskazało jako ojczysty język ukraiński, 35 rosyjski, 35 mołdawski, 1 bułgarski, 1 białoruski, a 3 inny.